# Sylvester James Gates
Pour les articles homonymes, voir Gates.
Sylvester James Gates, Junior, né le 15 décembre 1950, connu sous le nom S. James Gates Jr, ou Jim Gates, est un physicien théoricien américain, connu pour ses travaux sur la supersymétrie, la supergravité et la théorie des supercordes. Il est actuellement professeur de physique John S. Toll (en) à l'université du Maryland à College Park et siège au Council of Advisors on Science and Technology (en) du président Barack Obama.

## Biographie
Gates a obtenu son BS (1973) et son PhD (1977) de l'Institut de technologie du Massachusetts (MIT). Sa thèse de doctorat a été la première au MIT sur la supersymétrie. Avec M.T. Grisaru, M. Rocek (en), et W. Siegel, Gates est coauteur de Superspace en 1984, le premier livre complet sur la supersymétrie.
Gates a été nommé par le département de l'Énergie des États-Unis comme l'un des orateurs du Festival américain des sciences et de génie physique (en) "Nifty Fifty" pour présenter son travail et sa carrière professionnelle aux lycéens en octobre 2010. Il est membre du conseil d'administration de la Society for Science and the Public (en) (Société pour la science et le public).
Gates était professeur invité du programme Martin Luther King Jr. au MIT (novembre 2010) et est chercheur résidentiel au Simmons Hall (en) du MIT. Il poursuit des recherches en cours sur la théorie des cordes, la supersymétrie et la supergravité au MIT Center for Theoretical Physics (en). Ses recherches portent sur les symboles Adinkra comme représentations des algèbres supersymétriques.

## Apparitions dans les médias
Gates a été largement impliqué dans les programmes de PBS Nova sur la physique, notamment "The Elegant Universe" (2003). Il a produit une série de DVD intitulée Superstring Theory: The DNA of Reality (Théorie des supercordes : L'ADN de la Réalité) (2006) pour The Teaching Company (en) composé de 24 demi-heures de cours pour rendre la complexité de la théorie de l'unification compréhensible par le grand public. Lors de l'édition 2008 du World Science Festival (Festival mondial de la science), Gates a raconté un ballet "The Elegant Universe", où il a donné une présentation publique des formes artistiques liées à ses recherches scientifiques. Gates est aussi apparu dans le documentaire de Horizon (BBC) The Hunt for Higgs en 2012.

## Livre
- L'arte della fisica - Stringhe, superstringhe, teoria unificata dei Campi, 2006, Di Renzo Editore,  (ISBN 8-883-23155-4).